# Niittysaari (ö i Norra Savolax, Norra Savolax, lat 63,35, long 27,38)
Niittysaari är en ö i Finland. Den ligger i sjön Onkivesi och i kommunen Lapinlax i den ekonomiska regionen  Övre Savolax ekonomiska region  och landskapet Norra Savolax, i den centrala delen av landet, 400 km norr om huvudstaden Helsingfors. Öns area är 4,7 hektar och dess största längd är 380 meter i nord-sydlig riktning.  Niittysaari ligger i sjön Onkivesi.